# Asa Coast Railway Company
Asa Coast Railway Company (阿佐海岸鉄道株式会社, Asa Kaigan Tetsudō Kabushiki-gaisha), également appelée Asatetsu (阿佐鉄), est une compagnie de transport de passagers qui exploite une ligne ferroviaire dans les préfectures de Kōchi et Tokushima au Japon. Son siège social se trouve dans le bourg de Kaiyō.

## Histoire
La compagnie a été fondée le 9 septembre 1988. Elle ouvre la ligne Asatō le 26 mars 1992. De 2020 à 2021, la compagnie adapte sa ligne pour y faire circuler des véhicules bimodes bus/train. Les circulations reprennent le 25 décembre 2021.

## Ligne
La compagnie possède une ligne.
| Ligne       | Nom japonais | Terminus              | Longueur (km) | Gares |
| ----------- | ------------ | --------------------- | ------------- | ----- |
| Ligne Asatō | 阿佐東線     | Awa-Kainan - Kannoura | 10,0          | 4     |

## Matériel roulant

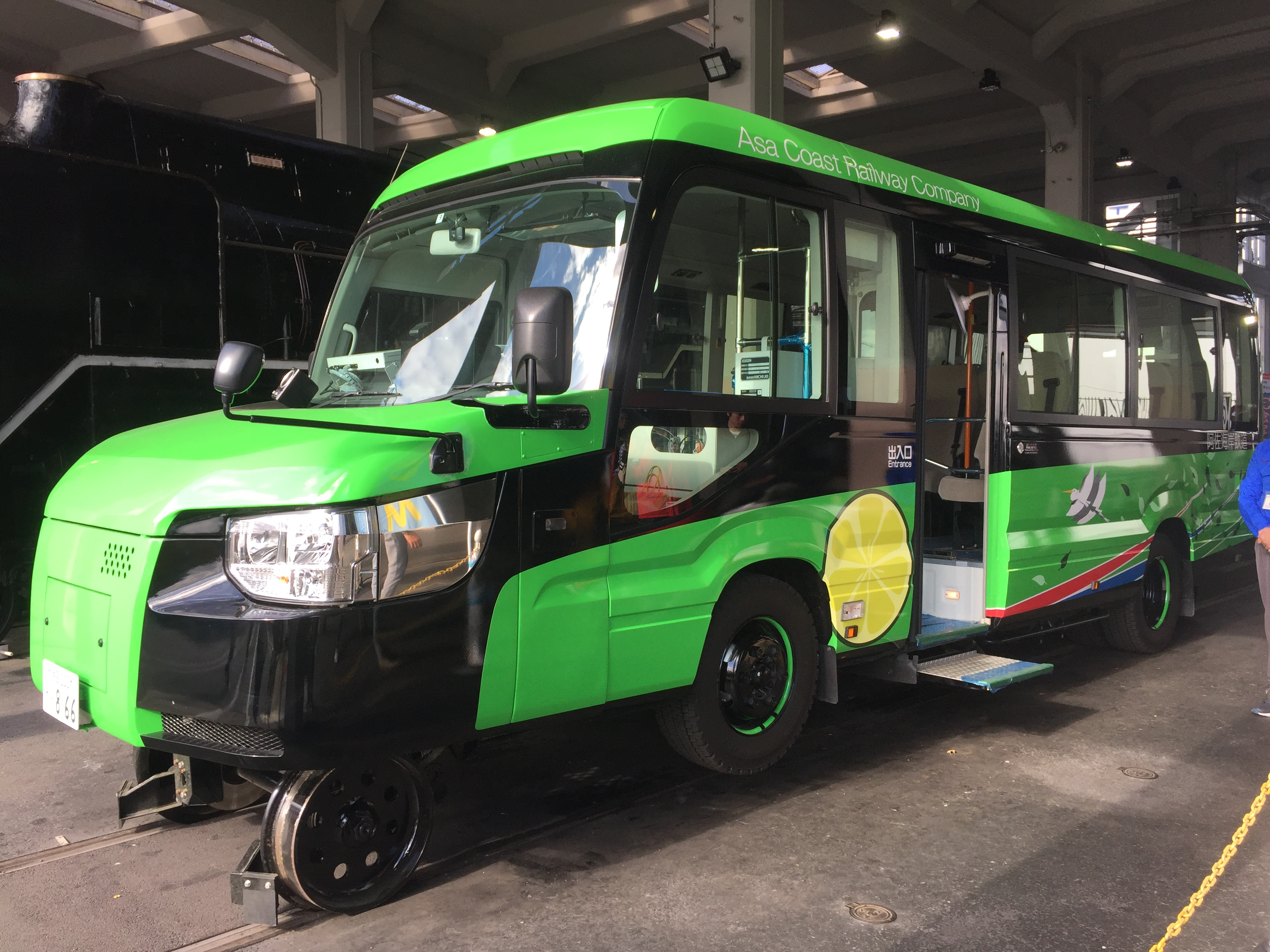
DMV

La compagnie exploite des DMV (Dual Mode Vehicle), véhicules bimodes pouvant rouler sur route et sur rails.